# Athanasios Diakos
Athanasios Diakos (řecky Αθανάσιος Διάκος, vlastním jménem Athanasios Nikolaos Massavetas; 1788, Ano Musunitsa – 24. dubna 1821, Lamia) byl jeden z nejslavnějších hrdinů Řecké osvobozenecké války. Je označován za novodobého Leónida.
Byl popraven naražením na kůl.

## Raná léta
Narodil se roku 1788 v kraji Fokida ve vesnici Ano Musunitsa. Pocházel ze zbojnické rodiny kleftů. V mládí se stal mnichem a později knězem. Jednou vtrhl do kláštera ozbrojený paša a pohádal se s Diakosem, který ho zabil a následně utekl do hor a stal se kleftem. Podle jiné verze se Diakos stal kleftem tak, že byl nespravedlivě obviněn z vraždy jednoho Řeka a musel se ukrýt do hor. Později se stal jedním z generálů Armatolů tureckého správce Epiru Aliho Paši z Tepeleny, který revoltoval proti Osmanské říši.

## Povstání
Po vypuknutí povstání Řeků na Peloponésu se k nim okamžitě přidali i Řekové z Rumélie, které vedl právě Diakos a také Odysseas Andrutsos. Povstalci pod Diakosovým velením dobyli 1. dubna 1821 důležité město Livadii. Řekové zničili místní turecké pevnosti. Turci okamžitě na to vyslali vojska pod vedením Albánce Omera Vryonise, který měl proniknout až na Peloponés a porazit místní Řeky, kteří pod vedením Theodorose Kolokotronise ovládli část poloostrova. Pokud chtěl Vryonis proniknout na Peloponés, musel nejdříve porazit Řeky v Rumélii.
Turecká armáda Vryonise se střetla s řeckými povstalci pod vedením Diakose a jeho pobočníků, Panurjase a Dyovuniotise v bitvě u Thermopyl, nedaleko starověkého válečného pole. Turků bylo 9 500, Řeků jen 1 500. Řekové však statečně bojovali a většina z nich zemřela v boji. Diakose zajal Omer Vryonis a za jeho statečnost mu nabídl místo v turecké armádě, ale jen když přestoupí k islámu. Diakos tehdy řekl: Εγώ Γραικός γεννήθηκα, Γραικός θε να πεθάνω (Ego Grekos jennithika, Grekos the na pethano – Já jsem se Řekem narodil, jako Řek chci i zemřít!). Tak se i stalo, byl popraven ve městě Lamia. Když ho spoutaného vedli na popravu, řekl svoje poslední slova: Για δες καιρό που διάλεξε ο χάρος να με πάρει τώρα π΄ ανθίζουν τα κλαδιά και βγάζ΄ η γη χορτάρι (Ja des more kero pu dialexe, o Charos na me pari, tora p´anthizun ta klaria ke vgazi i gis chortari – Dívej se, v jaký čas se Cháron rozhodl si mě odvést, teď, když kvetou větve a tráva roste).
Vryonis byl odhodlán vstoupit na Peloponés a zakročit proti povstalcům, ale překvapil ho nový odpor Řeků, které vedl Odysseas Andrutsos. Řekové jeho armádu zničili v bitvě u Vassilik a postavili tak Turky do těžké pozice.